# Psychotria fanshawei
Psychotria fanshawei är en måreväxtart som först beskrevs av Paul Carpenter Standley, och fick sitt nu gällande namn av Julian Alfred Steyermark. Psychotria fanshawei ingår i släktet Psychotria och familjen måreväxter. Inga underarter finns listade i Catalogue of Life.